# Jemima Rooper
Jemima Rooper est une actrice britannique, née le 24 octobre 1981 à Hammersmith, un quartier de Londres.

## Biographie
Fille unique de la journaliste Alison Rooper, elle a manifesté son désir d'être actrice à neuf ans, et écrit à un agent. Elle quitte son école de Chelsea pour rejoindre l'école de filles Godolphin et Latymer (de 1993 à 1998), où elle poursuit brillamment ses études tout en tournant : elle a réussi 8 GCSE (General Certificate of Secondary Education) avec la note maximale (A* ou A), ce qui lui permet d'entrer dans un « Six form college ».

## Carrière
Elle a un premier rôle à 12 ans, dans The Highter Mortal, un autre dans Willies War. Elle y rencontre Lie Turnbull qui jouera le fils du Drapier dans The Railway Children (Les Enfants du chemin de fer). Puis elle joue entre 1996 et 1997 le personnage de « George » (Claude, en français) dans les 26 épisodes de The Famous Five (Le Club des Cinq), d'après la célèbre série d'Enid Blyton, tout en poursuivant ses études. Elle joue Lizzie Goodenough dans les 3 épisodes de Wives and Daughters en 1999, et Bobbie dans The Railway Children en 2000.
Elle auditionne durant l'été 2000 pour jouer dans Et alors ? (As If). C'est la plus jeune des six acteurs de cette série dramatique pour adolescents. L'une de ses expériences les plus embarrassantes a été de tourner dans une publicité pour laquelle, elle devait porter un costume vert (troué à certains endroits bien choisis…) et prétendre être Peter Pan. Elle a fait ses débuts à Hollywood en 2006 en star de rock homosexuelle dans The Black Dahlia.
Sa première apparition au théâtre date de mai 2002, dans Where Do We Live. En juillet 2008 elle participe à la création de Her Naked Skin au National Theatre où elle joue sa « quatrième lesbienne », dit-elle en riant. En octobre 2009 elle y joue dans The Power of Yes.
De juin à octobre 2011 elle joue, toujours au National Theatre puis en tournée, le personnage de Roscoe/Rachel Crabbe dans One Man, Two Guvnors, adaptation moderne par Richard Bean de la pièce de Carlo Goldoni Arlequin valet de deux maîtres, créée en juin 2011 au National Theatre. La représentation du 15 septembre est filmée, et présentée en direct sur grand écran dans Theatre Square.
En 2008 elle tient le rôle principal dans la série parodique scénarisée par Guy Andrews et produite pour ITV, Orgueil et Quiproquos. Elle y joue le rôle d'Amanda Price, une jeune londonienne de Hammersmith qui se retrouve dans le monde du livre de Jane Austen : Orgueil et Préjugés.
Elle a joué depuis dans d'autres séries télévisées, dont, en 2010, les trois épisodes de Bouquet of Barbed Wire, sur un scénario du même Guy Andrews. Il s'agit d'un remake d'une série en sept épisodes datant de 1976, d'après un roman d'Andrea Newman, paru en 1969, et sur un scénario de la romancière elle-même.

## Filmographie

### Cinéma
- 1993 : The Higher Mortals de Colin Finbow : Vicky Sefton
- 1994 : Willie's War de Colin Finbow : Annabel
- 1997 : Owd Bob de Rodney Gibbons : Maggie Moore
- 2002 : Snapshots de Rudolf van den Berg : Narma (à 20 ans)
- 2005 : Un coup de tonnerre (A Sound of Thunder) de Peter Hyams : Jenny Krase
- 2005 : Kinky Boots de Julian Jarrold : Nicola
- 2006 : Le Dahlia noir (The Black Dahlia) de Brian De Palma : Lorna Mertz
- 2013 : Un incroyable talent (One Chance) de David Frankel : Hydrangea
- 2014 : Et (beaucoup) plus si affinités (What If) de Michael Dowse : Ellie
- 2022: Matriarch de Ben Steiner: Laura

### Télévision
- 1995-1997 : Le Club des Cinq (The Famous Five) (série TV) : Claude (George en VO)
- 1998 : Animal Ark (série TV) : Rachel Farmer
- 1999 : The Passion (série TV) : Alice
- 1999 : Shockers: Dance (téléfilm) : Anne
- 1999 : Wives and Daughters (feuilleton TV) : Lizzie Goodenough
- 1999 : Junk (téléfilm) : Gemma Brogan
- 2000 : Summer in the Suburbs (téléfilm) : Julie Lyle
- 2000 : Les Enfants du chemin de fer (The Railway Children) (téléfilm) : Bobbie
- 2000 : Urban Gothic (série TV) : Nik (saison 1, épisode 1)
- 2001-2004 : Et alors ? (As If) (série TV) : Nicki Sutton
- 2001 : Love in a Cold Climate (feuilleton TV) : Jassy
- 2004 : Inspecteur Barnaby (série TV) : Jo Clifford (saison 7, épisode 6)
- 2005 : The Brief (série TV) : Mia Ottway (saison 2, épisode 2)
- 2005 : Hex : La Malédiction (Hex) (série TV) : Thelma (Bates)
- 2006 : Sugar Rush (série TV) : Montana (saison 2, épisode 5)
- 2006 : Affaires non classées (Silent Witness) (série TV) : Claire Ashen (saison 10, épisodes 9 et 10)
- 2006 : Sinchronicity (série TV) : Fi
- 2006 : Perfect Day: The Millenium (téléfilm) : Amber
- 2006 : Random Quest (téléfilm) : Gerry / Molly
- 2007 : La vie au bout du fil (Life Line) (téléfilm) : Catt
- 2007 : The Time of Your Life (série TV) : Emma
- 2008 : Orgueil et Quiproquos (feuilleton TV) : Amanda Price
- 2008 : Hercule Poirot (série TV) : Norma Restarick (saison 11, épisode 3)
- 2010 : Reunited (téléfilm) : Sophie
- 2010 : Bouquet of Barbed Wire (feuilleton TV) : Sarah Francis
- 2011 : Frankenstein's Wedding... Live in Leeds (téléfilm) : Justine Mortiz
- 2011 : National Theatre Live : Rachel Crabbe (saison 3, épisode 1 : One Man, Two Guvnors)
- 2013-2015 : Atlantis (série TV) : Méduse
- 2014 : Blandings (série TV) : Lesley Drabble (saison 2, épisode 3)
- 2017 : Fearless (série TV) : Maggie Berman
- 2018 : Trauma (mini-série, 2018)
- 2018 : Meurtres au paradis : Karen Marston (saison 7, épisode 1)
- 2019 : Le Doute : Gold Digger (série TV) : Della

Elle est également apparue dans l'émission The Saturday Show diffusée le 12 janvier 2002 ; et dans l'émission RISE diffusée le 15 juillet 2003.